# Realidad
La realidad (del latín realitas y este de res, «cosa») es el término lingüístico que expresa el concepto abstracto de lo real y existente.
La realidad es la suma o agregado de todo lo que es real o existe dentro de un sistema, en contraposición a lo que es solo imaginario o ficticio. El término también se usa para referirse al estado ontológico de las cosas, lo que indica su existencia. En términos físicos, la realidad es la totalidad de un sistema, conocido y desconocido. Las cuestiones filosóficas sobre la naturaleza de la realidad o la existencia o el ser se consideran bajo la rúbrica de la ontología, que es una rama importante de la metafísica en la tradición filosófica occidental. Las preguntas ontológicas también aparecen en varias ramas de la filosofía, incluida la filosofía de la ciencia, la filosofía de la religión, la filosofía de las matemáticas y la lógica filosófica. Estos incluyen preguntas sobre si solo los objetos físicos son reales (es decir, el fisicalismo), si la realidad es fundamentalmente inmaterial (por ejemplo, el idealismo), si existen entidades hipotéticas no observables postuladas por teorías científicas, si Dios existe, si existen números y otros objetos abstractos, y si existen mundos posibles.

## La doble dimensión conceptual del término lingüístico
Las terminaciones con el sufijo -dad denotan una cualidad o propiedad que se realiza, se hace real, en un individuo concreto.
La palabra en español 'realidad' engloba dos aspectos significativos, cada uno de los cuales plantea diversos problemas que se exponen a continuación:
| Significado como concepto abstracto | Es el conjunto de todo lo que es real | ¿Un concepto? ¿Un Único Ens Realissimun = Universo Todo? ¿Una mera palabra sin contenido referente como conjunto de lo real? |
| Significado como concepto concreto  | Es algo individuo que es real         | Individuo existente En tanto que es percibido en la experiencia                                                              |

## El problema
- La realidad como un Todo: ¿Existe una realidad cuya esencia es hacer posible y real la existencia de todo lo que individualmente existe como elemento constitutivo de la misma? o simplemente ¿es un concepto abstracto como un conjunto cuya realidad es meramente conceptual?

- La realidad concreta: Afirmar «x es real», o «x es una realidad», puede significar:[5]
  - NADA: puesto que no sabemos lo que es x, qué cualidad realiza, es decir qué nota o esencia hace real a x., bien sea como ser posible o como ser cuantificable como individuo existente.
  - QUE ES AUTÉNTICO Y POR TANTO VERDADERO, NATURAL frente a otros x que parecen ser lo que no son. En este caso el problema está en poder confundir un x con otro x diferente; pero x, lo que sea, nunca podrá ser falso o inauténtico o no-natural. Porque x siempre será x si es que es algo.
  - QUE NO ES ILUSIÓN O APARIENCIA FANTASIOSA, sino realidad verdadera que hace posible a x como individuo concreto al poseer al menos una cualidad real o esencia.[6]
  - QUE EXISTE EL TAL x, que es actualidad su realidad que se expresa en su existencia: Esto que tengo delante y que existe como verdadero individuo.[7]

## La realidad
Todo lo que hay como Universo puede ser considerado:
- Como un objeto real, un «Ens realissimum», bien sea entendido este:
  - Como Arjé o Dios en la filosofía clásica y tradicional.
  - Como una idea regulativa de la Razón en la Edad Moderna.
  - Como Principio Total y Único de lo Real y Racional en el Idealismo monista (la Realidad última).
  - Como mera función lingüística expresiva cuyo contenido se escapa a un concepto delimitado, tal como se suele entender en la actualidad.

### Realidad Metafísica en la filosofía tradicional
En la filosofía clásica y tradicional la realidad ha sido considerada en estrecha relación con los conceptos de esencia y existencia.
De esta forma el Ens Realissimum se ha concebido de un modo trascendente, fuera del mundo de la experiencia, como el ser cuya esencia implica su propia existencia. De tal forma que sería el Único Ser propiamente dicho real, Necesario e infinitamente perfecto del que, como origen y principio surge todo lo demás.
Tal es el fundamento del llamado argumento ontológico. Se postula un Ser Necesario que, visto desde el punto de vista religioso, sirve de fundamento racional para el concepto de Dios.
Consecuencia de todo lo anterior es la consideración de todo lo demás, los entes, como contingentes, porque su fundamento se encuentra fuera de sí.

### La realidad y el mundo de la experiencia en la Edad Moderna
Al tomar como punto de partida de la reflexión filosófica la «conciencia» el conocimiento como tal queda condicionado al contenido de la experiencia, es decir el mundo, entendido este como experiencia posible.
Lo trascendente solamente es accesible como razonamiento derivado a partir de la idea innata de Dios, con la que los racionalistas recuperan la dimensión de realidad trascendente al mundo de la experiencia; pues, de otro modo, quedarían condenados al solipsismo.
Los empiristas mantienen un escepticismo filosófico acerca del conocimiento que trascienda la experiencia. No es posible dicho conocimiento sino como lenguaje que facilita la comunicación mediante ideas que agrupan experiencias semejantes conforme a determinadas leyes de asociación.
Kant intenta una síntesis entre racionalismo y empirismo que al menos justifique la razón de la ciencia como conocimiento verdadero que, en la Edad Moderna, está mostrando unos frutos indudables en el conocimiento de la Naturaleza.
Para Kant el contenido de realidad es derivado de la conjunción de unos conceptos puros (categorías del entendimiento) junto con unos esquemas y principios del pensar empírico. De este modo la realidad es:
- Un concepto puro subjetivo o categoría del entendimiento que considera la realidad como el conjunto de realidades de la experiencia posible, el mundo, conforme a los siguientes postulados:
  - Lo que concuerda con las condiciones formales de la experiencia es POSIBLE.
  - Lo que está en interdependencia con las condiciones materiales de la experiencia es REAL.
  - Lo determinado por las condiciones universales de la experiencia es NECESARIO.
- Una idea regulativa de la razón como principio, el universo, en busca de una justificación última de Todo como realidad trascendente: Dios.

En definitiva para Kant y es pensamiento dominante a partir de la Edad Moderna:
- La realidad, como mundo, queda restringida a las realidades concretas de la experiencia posible.
- La Realidad del Todo como principio y origen trascendente puede ser pensada pero no conocida.

## La realidad concreta en la filosofía contemporánea
Pero la noción de experiencia no resulta siempre del todo clara y además resulta difícil distinguir cuándo se trata de una realidad dada, y cuando se trata de una realidad puesta como categoría de realidad.
Lo que ofrece una doble forma de fundamento:
- Real es todo aquello que se presenta o puede presentarse a una conciencia en la experiencia. Exigencia de una percepción, al menos como posibilidad.
- Real es aquello de lo que, como objeto, puede enunciarse algo.[11]

Pero estas distinciones no son suficientes como para poder establecer las especies de realidades que pueden ser consideradas como tales: Realidad subjetiva, Realidad objetiva, Realidad experimentable, Realidad ideal, etc.
En la filosofía contemporánea, la noción de realidad se debate entre el realismo y el idealismo, considerando tanto el mundo externo como la percepción interna.

### Nicolai Hartmann: Fenomenología ontológica de la realidad
Se distinguen varios conceptos de lo real que son sometidos a crítica:
- Lo real como opuesto a aparente. No tiene sentido puesto que lo aparente también es real de otro modo no podría ser una apariencia real.
- La Realidad como actualidad se equipara a realidad como existencia. Supone la confusión entre la esfera del ser con el modo de ser. Lo real ha de incluir también los demás modos: posibilidad real, imposibilidad real, necesidad real, pues también podemos concebir una realidad esencial o ideal lo mismo que una realidad lógica o cognoscitiva.
- La realidad como actualidad equivale a efectividad:
  - Al considerar únicamente la actualidad real suprime las demás esferas del ser.
  - La realidad como actualidad presenta una confusión entre el modo del ser con el momento del ser:
    - Los modos del ser son del tipo de lo real y de lo ideal.
    - Los momentos del ser son del tipo de la esencia y de la existencia, y la esencia reclama asimismo el ser real.[13] Confundir lo real como lo activo o efectivo supone identificar un modo de ser (existir) y una determinación suya (actualidad).
- Lo real es determinado por el grado de perfección o plenitud de ser. El organismo es superior a la materia muerta, lo animal superior a lo vegetal y lo espiritual superior a lo animal, y lo puramente espiritual superior a lo humano. Supone la confusión entre el modo y la determinabilidad del ser. Pero la determinabilidad varía, mientras que el modo es permanente.[14]
- La actualidad como realidad supone un acto de ser, lo que hace necesario la realización de una esencia como idea determinada a la realización de una finalidad, (el paso de la δύναμις a la ένέργεια) que no solo no es aplicable a todo lo real sino que excluye lo imperfecto o lo hace ininteligible.
- La realidad como posibilidad de percibir algo o ser percibido. En este caso se hace de la realidad no una manera de ser sino de conocer.

Nicolai Hartmann propone una ontología descriptiva que establezca claras distinciones entre los distintos conceptos de lo real: Realildad lógica, realidad cognoscitiva, realidad esencial etc. evitando aplicar a una forma de realidad las categorías que corresponden exclusivamente a otra.

### El positivismo lógico
Los neopositivistas negaron de raíz el contenido significativo de cualquier expresión sobre lo real y la realidad. Tal pretensión es, según ellos un pseudoproblema.
Enunciar si la materia o el yo o cualquier cosa tienen o no tienen realidad es hipostasiar cualquier entidad.
Solo es real aquello que existe y para ello necesariamente tiene que ser cuantificable; es decir ser individuo, bien independiente o como elemento de un sistema.
Las dificultades que encontraron para llegar a individualizar los elementos constitutivos últimos de la materia junto con las paradojas lógicas hicieron insostenible su posición.

### Jacques Lacan
Lacan distingue realidad de Lo Real.
La primera es el conjunto de las cosas tal cual son percibidas por el ser humano; la realidad es, pues, fenomenológica y resulta ser el soporte de las fantasías (la palabra "fantasía" si es una imaginación recurrente debido a una neurosis suele ser llamada "fantasma" o, en francés: phanthome (sin ninguna connotación preternatural o "paranormal")).
Lo Real, por su parte, es el conjunto de las cosas independientemente de que sean percibidas por el ser humano.
Para tan importante diferenciación Lacan parte de una nueva interpretación del psicoanálisis: Lo que se denomina usualmente 'realidad' está 'teñido' y limitado por los medios lingüísticos culturales. El fundamento se encuentra en la distinción entre significante y significado. Culturalmente se establece el predominio del significante como comprensión estructural del propio sujeto que se escinde de esta forma entre el inconsciente y el habla consciente por la cual trata vanamente de constituirse como un yo: "No he sido esto sino para llegar a ser lo que puedo ser", permanente asunción que el sujeto hace de "sus" espejismos.

Si el dominio que define este don de la palabra ha de bastar a vuestra acción como a vuestro saber, bastará también a vuestra devoción. Pues le ofrece un campo privilegiado. 

Cuando los Devas, los hombres y los Asuras -leemos en el primer Brahmana  de la quinta lección del Bhrad-Aranyaka Upanishad-  terminaban su noviciado con Prajapati [lo aparentemente concreto; la realidad]], le hicieron este ruego: "Háblanos".
"Da, dijo Prajapati, el dios del trueno. ¿Me habéis entendido?" Y los Devas contestaron: "Nos has dicho: Damyata, domáos" -con lo cual el texto sagrado quiere decir que los poderes de arriba se someten a la ley de la palabra. 
"Da, dijo Prajapati, el dios del trueno. ¿Me habéis entendido?" Y los hombres respondieron: "Nos has dicho: Datta, dad" -con ello el texto sagrado quiere decir que los hombres se reconocen por el don de la palabra. 
"Da, dijo Prajapâti, el dios del trueno. ¿Me habéis entendido?" Y los Asuras respondieron: "Nos has dicho: Dayadhvam, haced merced" -el texto sagrado quiere decir que los poderes de abajo resuenan en la invocación de la palabra-. 
Esto es, prosigue el texto, lo que la voz divina hace oír en el trueno: sumisión, don, merced. Da da da. 
.

Porque Prajapati responde a todos: "Me habéis entendido."
Lacan. Función y campo de la palabra y del lenguaje en psicoanálisis.

### El pensamiento de Xavier Zubiri
Para Zubiri la realidad se nos manifiesta y es conocida en aprehensión de realidad. Pero no es lo mismo conocer «por aprehensión» que conocer «en aprehensión» para no caer en el idealismo.
Ser real en aprehensión no es lo mismo que ser real por aprehensión. Y lo que distingue a los dos modos es que en el primero, «por la aprehensión», la aprehensión es una causa determinante de lo aprehendido; en cambio en el segundo, «en la aprehensión», la aprehensión es su mera actualización.
Lo aprehendido en realidad posee unas notas constitutivas como «dimensiones estructurales de lo real simpliciter», en tanto que realidad que muestra la riqueza y solidez de la cosa en un «campo de realidad»; tales notas en aprehensión sensible campal como ámbito de realidad, hacen posible el proceso de una «inteligencia sentiente» hacia un conocimiento «inteligido por un logos» como «ser en realidad». El concepto por tanto no es «concepto de realidad, sino realidad en concepto». Esta «actualización de lo real» muestra en sí las posibilidades de actualización de lo real como verdad, entendida esta como «respectiva».

## El pensamiento actual
Hoy la realidad es tomada como el sistema complejo en el que se actualizan e interaccionan todos los sistemas que la constituyen.
El considerado sujeto y el considerado objeto de la filosofía tradicional pertenecen ambos al mismo sistema de realidad.

En resumidas cuentas, presentaré una perspectiva según la cual la mente no «copia» simplemente un mundo que sólo admita la descripción de la Teoría Verdadera. Pero, desde mi punto de vista, la mente no construye el mundo (ni siquiera en cuanto que estando sujeta a la constricción impuesta por «cánones metodológicos» y «sense-data» independientes de la mente). Y si es que nos vemos obligados a utilizar lenguaje metafórico, dejemos que la metáfora sea ésta: la mente y el mundo construyen conjuntamente la mente y el mundo (o, haciendo la metáfora más hegeliana, el Universo construye el Universo- desempeñando nuestras mentes (colectivamente) un especial papel en la construcción.
Hilary Putnam. op. cit. p. 12-13

Las percepciones e interpretaciones de la realidad sobre las que construimos nuestras evidencias no nos permiten afirmar que una sea la verdadera y las demás «falsas», como suele considerar la conciencia no crítica o las explicaciones feroces.
No es posible una afirmación fundamental del tipo del realismo metafísico como si fuera un punto de vista desde la divinidad que nos permitiera ver desde fuera la realidad. Y cualquier otra pretensión en este sentido, tipo positivista-relativista o realista-materialista está condenada al fracaso.
Hoy se considera un realismo interno como un continuo analítico-sintético, inducción-paradigma científico, como un sistema complejo, que habla del sistema real como mundo pero siempre dentro del marco de ciertos conceptos, conjuntos de creencias, compromisos, etc.
Se trata de analizar estas posiciones, evitando posiciones extremas y abundando en puntos de vista libres de prejuicios, lo que conduce a posturas empiristas no radicales ni ortodoxas, pero apoyadas en estructuras conceptuales siempre en continua revisión.

## La percepción de la realidad
La cuestión del realismo directo o "ingenuo", en oposición al realismo indirecto o "representacional", surge en la filosofía de la percepción y de la mente a partir del debate sobre la naturaleza de la experiencia consciente; la cuestión epistemológica de si el mundo que vemos a nuestro alrededor es el mundo real en sí mismo o simplemente una copia perceptiva interna de ese mundo generado por procesos neuronales en nuestro cerebro. El realismo ingenuo se conoce como realismo directo cuando se desarrolla para contrarrestar el realismo indirecto o representativo, también conocido como dualismo epistemológico, la posición filosófica de que nuestra experiencia consciente no es del mundo real en sí, sino de una representación interna, una realidad virtual en miniatura. réplica del mundo.
Timothy Leary acuñó el influyente término túnel de realidad, con el que se refiere a una especie de realismo representativo. La teoría establece que, con un conjunto subconsciente de filtros mentales formados a partir de sus creencias y experiencias, cada individuo interpreta el mismo mundo de manera diferente, por lo tanto, "La verdad está en el ojo del espectador". Sus ideas influyeron en el trabajo de su amigo Robert Anton Wilson.
A un nivel más práctico el psicólogo estadounidense John Maxtell introduce una nueva perspectiva. Según su punto de vista el concepto de realidad entendida como existencia, no tiene sentido sin un punto de referencia, es decir: soporte (universo) referenciado a una mente que lo conceptúa, siempre subjetiva. Es nuestra mente la que proyecta sobre las cosas los conceptos que tenemos de ellas, dando sentido al universo, creando a cada instante la existencia o realidad en la que vivimos.

## Fenomenología
Las experiencias privadas, la curiosidad, la indagación y la selectividad involucrada en la interpretación personal de los eventos da forma a la realidad tal como la ve una sola persona y, por lo tanto, se le llama fenomenológica. Si bien esta forma de realidad también puede ser común para otros, a veces también puede ser tan única para uno mismo que nadie más la experimenta o acuerda nunca. Gran parte del tipo de experiencia que se considera espiritual ocurre en este nivel de realidad.
La fenomenología es un método filosófico desarrollado en los primeros años del siglo XX por Edmund Husserl y un círculo de seguidores en las universidades de Göttingen y Múnich en Alemania. Posteriormente, los filósofos de Francia, Estados Unidos y otros lugares abordaron temas fenomenológicos, a menudo en contextos muy alejados del trabajo de Husserl.
La palabra fenomenología proviene del griego phainómenon, que significa "lo que aparece", y lógos, que significa "estudio". En la concepción de Husserl, la fenomenología se ocupa principalmente de hacer de las estructuras de la conciencia, y los fenómenos que aparecen en los actos de la conciencia, objetos de reflexión y análisis sistemáticos. Tal reflexión tendría lugar desde un punto de vista de "primera persona" altamente modificado, estudiando los fenómenos no como aparecen en "mi" conciencia, sino en cualquier conciencia. Husserl creía que la fenomenología podría proporcionar una base firme para todo el conocimiento humano, incluido el conocimiento científico, y podría establecer la filosofía como una "ciencia rigurosa".
La concepción de la fenomenología de Husserl también ha sido criticada y desarrollada por su alumno y asistente Martin Heidegger, por existencialistas como Maurice Merleau-Ponty y Jean-Paul Sartre, y por otros filósofos, como Paul Ricoeur, Emmanuel Levinas y Dietrich von Hildebrand.